# Botanophila quinlani
Botanophila quinlani är en tvåvingeart som beskrevs av Ackland 1967. Botanophila quinlani ingår i släktet Botanophila och familjen blomsterflugor.
Artens utbredningsområde är Nepal. Inga underarter finns listade i Catalogue of Life.